# Cranocephalus scleroticus
Cranocephalus scleroticus is een vlokreeftensoort uit de familie van de Oxycephalidae. De wetenschappelijke naam van de soort is voor het eerst geldig gepubliceerd in 1878 door Streets.